# Львівський обласний осередок Національної спілки майстрів народного мистецтва України
Львівський обласний осередок Національної спілки майстрів народного мистецтва України
(ЛООНСМНМУ) — творча організація, діяльність якої спрямована на відродження
й розвиток традиційного народного мистецтва. Спілка об'єднує майстрів традиційного народного мистецтва, мистецтвознавців, дослідників у цій галузі та професійних художників, які
репрезентують різні види і жанри народної творчості: кераміка, різьба по дереву, ковальство, вишивка, ткацтво, моделювання одягу на основі народних традицій, писанкарство, плетення з соломи та рогози, витинанка, народне малярство, прикраси з бісеру.

## Історія спілки
1988 року у Львові було засновано Товариство шанувальників народного мистецтва Львівщини, яке у 1990 році отримало офіційну назву — Львівський обласний осередок Спілки майстрів народного мистецтва України. Наприкінці 1999 року Спілка отримала статус національної.

## Напрямки роботи
Діяльність Львівського обласного осередку НСМНМУ спрямовано на збереження декоративно-ужиткової спадщини та підтримку й подальший розвиток усіх різновидів народного мистецтва як невід'ємної складової частини національної та світової культури.

Іншою сферою діяльності Спілки є консолідація усіх творчих сил, сприяння професійній діяльності та самореалізації майстрів народного мистецтва, підтримка обдарованої молоді, проведення майстер-класів, семінарів, організація та участь у міських, обласних, всеукраїнських та міжнародних виставках та конкурсах, видавництво каталогів та буклетів, що популяризують творчий доробок майстрів народного мистецтва Львівщини.

## Керівники спілки
- Зеновія Романівна Краковецька — голова спілки з 1988 року.
- Петровський Роман Ігорович — заступник голови

## Склад
На сьогодні спілка налічує понад сто народних майстрів та дипломованих спеціалістів.

## Члени
- Біла Олександра
- Білас-Березова Олена Володимирівна
- Бердаль Юрій Іванович
- Богдан Зоя Львівна
- Братко Іван
- Ващак Оксана
- Гайовишин Ольга Василівна
- Гац-Скаківська Анеля
- Генда Марія
- Гнилякевич Марія Ярославівна
- Головчак Ігор Омелянович
- Горак Надія Андріївна
- Грегорійчук Зоряна Петрівна
- Гром Галина Львівна
- Гула Антон Семенович
- Демків Катерина Степанівна
- Дзяма Галина Степанівна
- Долинський Данило Іванович
- Дух Ірина Артемівна
- Загайська Роксоляна Йосипівна
- Загводська Євгенія Василівна
- Заремба Володимир Федерович
- Іванюш Даніела Юріївна
- Івашків Сергій Володимирович
- Каганюк Дмитро
- Князь Юрій Петрович
- Ковальський Ігор Романович
- Кот Мирослава Петрівна
- Кравчук Іван
- Краковецька Зеновія Романівна
- Красівський Андрій Васильович
- Кремінська Дарія Адамівна
- Кремінська Любов Йосипівна
- Кремінський Ярослав Омелянович
- Кудлик Мар'яна Романівна
- Кузан Надія Іванівна
- Кузнецов Віталій Васильович
- Курило Володимир Михайлович
- Кушнір Іванна Олексіївна
- Ларіонова Марія Павлівна
- Левикіна Лариса Михайлівна
- Ліщинська-Кравець Галина Львівна
- Луцишин Ореста Романівна
- Манько Віра
- Мартинович Оксана Ярославівна
- Мельник Галина Михайлівна
- Мимрик Дмитро
- Мисюк Марта-Марія Володимирівна
- Мричко Марія
- Мурин Володимир
- Мурин Ганна
- Новожилова Ірина Богданівна
- Ошурко Ігор Степанович
- Петровський Роман Ігорович
- Пилипів Ольга Богданівна
- Савка Леся Василівна
- Садовий Зенон Федорович
- Сатурська Наталія Корнелівна
- Сатурська Оксана Іванівна
- Сиротюк Галина
- Сорока Микола
- Стародубцева Світлана
- Стахурська Олена
- Сухорський Іван Петрович
- Спас-Прус Оксана
- Таранська-Вовк Ірина Михайлівна
- Уляницька Лідія Борисівна
- Уляницький Андрій Миколайович
- Фігурська Леся
- Хамар Марія Іванівна
- Хамар Олександра Григорівна
- Хміляр Ярослав Ярославович
- Чев'юк Тетяна Павлівна
- Чорна Наталія Анатоліївна
- Шатківський Микола Мілетійович
- Шильник Ірина Ігорівна
- Янко Марія
- Ярошевич Світлана Герасимівна
- Яремин Василь Михайлович

## Відійшли у вічність
- Боднар Ірина
- Вовк Леся
- Говалко Сергій
- Грицай Стефанія
- Зінько Ярослава
- Калиняк Марія
- Кордіяка Михайло Миколайович
- Курилас Ольга
- Лащук Юрій
- Мацковська Марія
- Менкуш-Заневчик Ярослава
- Одрехівський Богдан
- Ольшанська Ірина
- Островська Софія
- Сколоздра Іван